# Hippolytkirche
Nach Hippolyt von Rom sind u. a. folgende Kirchen benannt:

## Deutschland

### Baden-Württemberg
- St. Hippolyt in Böhmenkirch
- St. Hippolyt und Kassian in Rinschheim, Stadtteil von Buchen (Odenwald)
- Stiftskirche St. Pankratius und Hippolyt in Dettingen an der Erms
- St. Hippolyt und Kassian (Frittlingen)
- St. Hippolyt und Verena in Öhningen
- Hippolytkirche in Ottmarsheim (Besigheim)

### Bayern
- St. Hippolyt in Dettingen, Teil der Gemeinde Karlstein am Main
- St. Hippolyt in Gelbelsee in der Gemeinde Denkendorf
- St. Hippolyt in Hennenberg, Stadtteil von Berching
- St. Hippolyt in Mörlach, Ortsteil von Hilpoltstein
- St. Hippolyt in Niedermünchsdorf, Stadtteil von Osterhofen
- St. Hippolyt in Weilheim in Oberbayern

### Niedersachsen
- St. Hippolyt in Blexen
- Hippolit-Kirche in Amelinghausen

### Nordrhein-Westfalen
- St. Hippolytus in Helden, Stadtteil von Attendorn
- St. Hippolytus in Gelsenkirchen-Horst
- St. Hippolytus in Troisdorf

### Rheinland-Pfalz
- St. Hippolytus in Herschbach, Ortsteil der Ortsgemeinde Kaltenborn

## Frankreich

### Auvergne-Rhône-Alpes
- St. Hippolyte in Saint-Hippolyte (Cantal)
- St. Hippolyte in Jaligny-sur-Besbre
- St. Hippolyte in Le Veurdre
- St. Hippolyte in Thonon-les-Bains

### Bourgogne-Franche-Comté
- Ruine St-Hippolyte in Bonnay
- St. Hippolyte in Brion-sur-Ource
- St. Hippolyte in Besançon
- St-Hippolyte in Poligny
- St. Hippolyte in Saint-Hippolyte (Doubs)

### Grand Est
- St. Hippolyte in Bay-sur-Aube
- St. Hippolyt in Flexbourg
- St. Hippolyt (Ottmarsheim)
- St. Hippolyte in Saint-Hippolyte (Haut-Rhin)
- Kapelle St. Hippolyte in Haute-Rentgen

### Ile de France
- St. Hippolyte in Paris

### Nouvelle-Aquitaine
- St. Hippolyte in Saint-Hippolyte (Gironde)
- St. Hippolyte in Moulidars
- St. Hippolyte in Playsac
- St. Hippolyte in Saint-Hippolyte (Charente-Maritime)

### Okzitanien
- St. Hippolyte in Esclanèdes
- St. Hippolyte in Fontès
- St. Hippolyte in Loupian
- St. Hippolyte in  Saint-Hippolyte-du-Fort
- Saint-Hippolyte in Saint-Hippolyte (Aveyron)

### Pays de la Loire
- St. Hippolyte in Vivoin

### Provence-Alpes-Côte d’Azur
- Hippolyte-Kapelle in Névache

## Großbritannien
- St Ippolyts in der Grafschaft Hertfordshire

## Italien

### Emilia-Romagna
- Santi Ippolito e Lorenzo in Faenza

### Latium
- Sant’Ippolito in Rom

### Lombardei
- St. Ippolito in Gazzaniga
- Santi Ippolito e Cassiano in Mù in Edolo
- Santi Ippolito e Cassiano in Riva di Solto
- Santi Ippolito e Cassiano in Vanzago

### Marken
- St. Ippolito in Sant’Ippolito

### Sizilien
- Chiesa di San Ippolito, Palermo

### Südtirol
- St. Hippolyt und St. Erhard (Algund)
- St. Hippolyt auf Glaiten in St. Leonhard in Passeier
- St. Hippolyt in Naraun / Tisens

### Toskana
- Sant’Ippolito in Asciano
- Santi Ippolito e Cassiano in Coneo in Colle di Val d’Elsa
- Santi Ippolito e Cassiano in Laterina
- Santi Ippolito e Cassiano in Pescaglia
- Sant’Ippolito in Piazzanese in Prato
- Santi Ippolito e Cassiano in Riglione in Pisa

## Niederlande
- Hippolytuskapel (Delft)
- St. Hippolytuskerk in Hippolytushoef
- St. Hippolytuskerk in Kanis
- St. Hippolytuskerk in Middelstum
- St. Hippolytuskerk in Olterterp

## Österreich
Niederösterreich
- Pfarrkirche Harmannsdorf
- Bistumsgebäude St. Pölten, ehemals Hippolytuskloster und Vorgängerkirche vom Dom zu St. Pölten, St. Hippolyt als Namensgeber für St. Pölten

Oberösterreich
- Pfarrkirche Eferding
- Pfarrkirche Vichtenstein

Salzburg
- St. Hippolyt in Zell am See

## Schweiz
- Reformierte Kirche Feldis, Graubünden

## Tschechien
- St. Hippolytus in Pöltenberg bei Znaim

## Spanien
- San Hipólito in Córdoba
- San Hipólito in Tamara de Campos